# Величанствена шетња мадам Помпадуре (приповетка)
Величанствена шетња мадам Помпадуре је готово незапажена приповетка српског књижевника Стевана Сремца са тематиком из нишког живота с краја 19. и почетком 20. века, у којој приказује колики су утицај у кварењу позоришног укуса народа у новоослобођеним крајевима јужне Србије имале различите циркуске панораме и представе, животињска позоришта и слично. Објављена је само два дана иза пишчеве ненадане смрти, у дубровачком српском часопису Срђ, 15. августа 1906. године.

## О аутору
Стеван Сремац, који је рођен у Сенти у Бачкој, студирао је у Београду, где је завршио Историјско-филолошки одсек на Великој школи. Временом је живећи у Београду, Нишу, Пироту и другим српским градовима сазревао као професор и књижевник и тако постао један је од најзначајнијих и најчитанијих српских реалистичких писаца.

Стицајем околности Сремац ће свој живот и креативне моћи највише посветити граду Нишу који је упознао као добровољац у српско-турским ратовима од 1876. до 1878. године. Наиме Сремчев први сусрет са градом Нишом био је драматичан и замало фаталан. Када је у току 1876. прекинуо студије укључио се ка учесник добровољац у Српско-турском рату 1876–1877. године, у чувеној „Ђачкој батерији”, коју је предводио песник Милан Кујунџић Абердар. Према запису Сретена Пашића, 
Сремац се на Савиндан 1877. године замало није смрзнуо надомак Ниша, док је његова јединица по сњежној мећави улазила у овај град из алексиначког правца. Изнемоглог Сремца спасио је војник Михаило Церовић, тако што је присилно зауставио коњску запрегу, која је случајно наишла друмом, послије чега су га другови смјестили у кола и тиме га спасили од сигурне смрти. 
Као професор нишке гимназије, оснивач прва читаоница за грађане и позоришта, у новоослобођеном крају старе Србије Сремац је заволео патријархални живот у Нишу. У њему и о њему ће касније написати скоро сва своја вреднија литерарна дела. Овај град ће постати и остати Сремчева трајна књижевничка инспирација. А у том постосманлијском Нишу, тек изашлом из културне и економске беде, Стеван Сремац је помно пратио и – бележио. 
Бележница је често била у његовој руци, не само у школи и на часовима и после њих већ у веселом друштву кафана „Маргер”, „Босна”, „Еснаф” и других. Хтео је да сачува од заборава весело „живување” старих Нишлија, тај „примитиван али срдачан и раздраган свет”. „Ивкову славу” ће и завршити речима „Моје је било да споменем... 
Колику је популарност Стевану Сремцу као писцу донело то сликање људи и живота старога Ниша, у време када су се појављивала његова дела „Ивкова слава”, „Зона Замфирова”, „Ибиш-ага” и друга, а и знатно потом, сведочи овај суд критичара Јована Скерлића: 
„Када би широка књижевна публика наша имала у једном плебисциту да каже кога сматра за највећег српског приповедача и чије књиге су њено најдраже штиво, несумњиво је да би највећи број гласова добио Стеван Сремац. 

## Тематика
Посебном врстом анегдотски обликоване позоришне тематике, овога пута посвећене једној представи „мајмунског позоришта”, Сремац је желео да укаже на то колики утицај су у кварењу позоришног укуса народа у новоослобођеним крајевима јужне Србије имале различите циркуске панораме и представе, животињска позоришта и слично, што је онда стварало многе тешкоће путујућим позоришним дружинама у сценском просвећивању народа и указивању на то шта је стварна театарска представа, те каква је судбина глумаца.
Градећи вешто смјехотворну и гротескну слику српског друштва на размеђу старог и новог свиета, укрштајући узвишено и ниско, уметничко и банално, комично и трагично, Стеван Сремац је на ненаметљив начин представио "мале људе" који су својим ентузијазмом поставили темеље великим позоришним институцијама, те сценској и глумачкој култури.

## Радња приповетке
Наративни заплет приповетке произлази из комичног ексцеса који се десио на представ и „мајмунског позоришта” и почетног одушевљење публике мотивисано различитим епизодама из живота града, за време боравка те необичне дружине. Отац, на пример, грди неспретног сина, који се саплео и просуо чорбу, упоређујући га са позоришним јунацима. Одушевљени професор природописа, позајмљује главног глумца, мајмуна „сињор-Морета” за очигледну наставу биологије, али је час због недоличног понашања „госта”, на велику радост деце, морао бити прекинут. 
Кулминативна сцена, кроз приказ позоришне представе, прераста у гротескни обрт. Публика у одушевљењу, уместо цвећа, баца на сцену „кифле и салфалије”, након којих изгладнели глумци заборављају улоге и јуре за храном, на велику радост гледалишта и очајање директора позоришта.